# Стратоника (жена Антигона I)
Стратони́ка (др.-греч. Στρατoνίκη; IV век до н. э. — после 297 года до н. э.) — жена Антигона I Одноглазого, мать Деметрия I Полиоркета.
Стратоника родилась в знатной македонской семье, которая имела родственные связи с царской династией Аргеадов. Стратонику выдали замуж за военачальника Филиппа II Деметрия, после гибели которого её взял в жёны Антигон. У пары родилось два сына — будущий царь Деметрий I Полиоркет и Филипп. О жизни Стратоники известно немногое. В 317—316 годах до н. э., когда Антигон находился в военном походе, она возглавила осаду крепости, которую захватили мятежники. После гибели мужа в битве при Ипсе в 301 году до н. э. она бежала на Кипр.

## Биография
Стратоника родилась в знатной семье, которая, возможно, имела родственные связи с династией македонских царей Аргеадов. Плутарх называет её отцом Коррага. Возможно, речь идёт о военачальнике, который участвовал в войне со спартанским царём Агисом III. Также Плутарх сообщает, что Стратонику выдали замуж за военачальника Филиппа II Деметрия, который погиб в 340/339 году до н. э. Брат Деметрия Антигон в возрасте около 40 лет взял в жёны Стратонику и назвал первенца Деметрием. Плутарх приводит версию, что первый ребёнок Стратоники на самом деле был племянником Антигона и сыном его брата Деметрия, который умер, когда его сын был ещё младенцем. Из-за того, что Стратоника вышла замуж за Антигона практически сразу после гибели Деметрия, то и её сына считали ребёнком от её нового мужа. Современные историки считают данное утверждение недостоверной античной сплетней. Между браком Антигона и рождением Деметрия Полиоркета прошло не менее двух с половиной лет, что делает невозможной версию об отцовстве старшего брата Антигона.
Кроме Деметрия у Стратоники и Антигона был ещё один сын Филипп, которого назвали в честь дедушки по отцовской линии. По мнению Р. Биллоуза, Филипп родился в 334 году до н. э., когда Антигон вместе с Александром отправился в Азию. Г. Берве и П. Тревес считали, что Филипп родился в 332 или 331 годах до н. э. в столице Фригии Келены, где Антигон был назначен сатрапом. В целом брак Стратоники можно назвать удачным. Несмотря на высокое положение, которого достиг Антигон, у него, в отличие от большинства военачальников Александра, не было любовниц.
После того как Антигон стал сатрапом Великой Фригии, Стратоника переехала к мужу в столицу области Келены. Во время Первой войны диадохов Антигон с семьёй был вынужден бежать из Фригии в Македонию, а затем вернулся. Согласно Диодору Сицилийскому, в 317 до н. э. пленникам, включая захваченных во время сражения при Кретополе военачальников Докима, Аттала и Полемона, удалось обмануть стражу и даже захватить крепость. В это время Антигон был в военном походе. Руководство над войском, которое осадило крепость, взяла на себя Стратоника. Мятежники отправили к Стратонике Докима вместе с одним из слуг в качестве послов. Их схватили и поместили под стражу, после чего его спутника использовали в качестве проводника для того, чтобы занять одну из горных вершин около крепости. Также Стратоника принимала участие в переговорах с мятежниками, в результате которых часть восставших перешла на сторону Антигона. После года и четырёх месяцев осады крепость была взята.
После поражения и гибели Антигона в битве при Ипсе в 301 году до н. э. Стратоника бежала из Киликии вместе с сыном Деметрием на Кипр в город Саламин. В 297 году до н. э. остров захватил Птолемей. Стратоника вместе с внуками попала к нему в плен. Птолемей, согласно Плутарху, не только отпустил их с миром, но и осыпал почестями. После этого Стратоника более нигде не упоминается.
Согласно данным эпиграфики существовал культ Стратоники, однако неизвестно относился он к жене Антигона или к дочери её сына Деметрия.

### Исследования
- Габелко О. Л. Кем был Деметрий, полководец Филиппа (Dion. Byz. 65)? // Восток (Oriens). — 2015. — № 5. — С. 28—34. — ISSN 0869-1908.
- Billows R. Antigonos the One-eyed and the Creation of the Hellenistic State (англ.). — Berkeley; Los Angeles; London: University of California Press, 1997. — ISBN 0-520-06378-3.
- Geyer F[англ.]. Stratonike 7 // Paulys Realencyclopädie der classischen Altertumswissenschaft :  [нем.] / Georg Wissowa. — Stuttgart : J. B. Metzler’sche Verlagsbuchhandlung, 1931. — Bd. IV A,1. — Kol. 318—319.
- Heckel W. Who's Who in the Age of Alexander the Great: Prosopography of Alexander's Empire (англ.). — Malden; Oxford; Carlton: Blackwell Publishing, 2006. — ISBN 1-4051-1210-7.
- Heckel W. Who's Who in the Age of Alexander and his Successors. From Chaironea to Ipsos (338—301 BC) (англ.). — Barnsley: Greenhill Books, 2021. — 554 p. — ISBN 978-1-78438-648-1.
- Treves P[итал.]. Philippos 14 // Paulys Realencyclopädie der classischen Altertumswissenschaft :  [нем.] / Georg Wissowa. — Stuttgart : J. B. Metzler’sche Verlagsbuchhandlung, 1938. — Bd. XIX, 2. — Kol. 2333—2334.